# Johann IV. Tulbeck

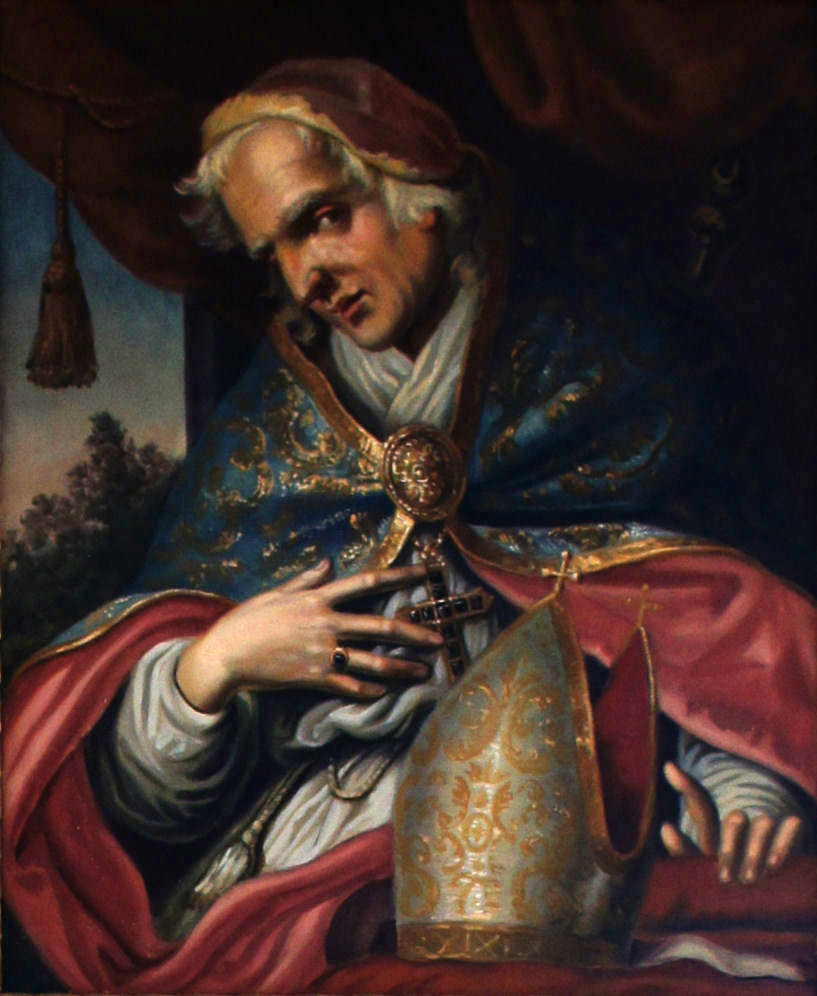
Johann Tulbeck auf einem Gemälde im Fürstengang Freising

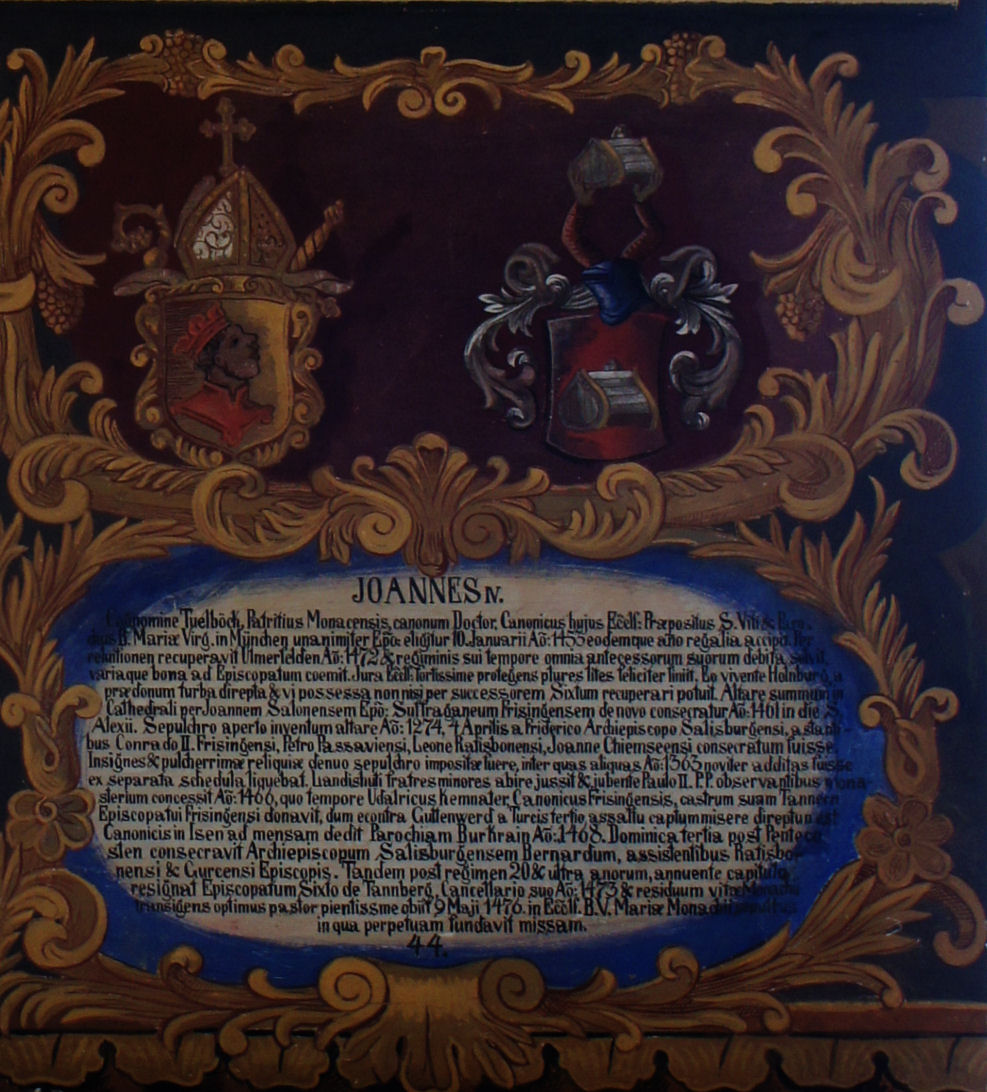
Wappentafel von Johann Tulbeck im Fürstengang Freising

Johann IV. Tulbeck (auch Johann Tülbeck, Johannes Tulbeck; † 20. Mai 1476 in München) war von 1453 bis 1473 Fürstbischof von Freising.

Wappen des Bischofs Johann IV. Tulbeck von Freising aus dem Ortenburger Wappenbuch 1466–73

Grabmal von Johann IV. Tulbeck von Freising in der Frauenkirche München

## Johann als Kleriker
Johann Tulbeck stammte aus einem wohlhabenden Münchner Ratsgeschlecht, die Mitglieder des inneren Rats waren. Sein Vater war Goldschmiedemeister. Johann promovierte zum Doktor der Rechte und wurde 1431 Domherr zu Freising und Propst von Sankt Veith. Ab 1436 war er Pfarrer der Marienkirche in München. Zur Zeit des Konzil von Basel 1431–1449 wurde er von Johannes III. Grünwalder zum persönlichen Vertreter des ständigen Generalvikars ernannt. Da Grünwalder sich zu dem Papst des Konzils, Papst Felix V., bekannte, entzog Bischof Nikodemus della Scala ihm das Amt. Nach Nikodemus’ Tod 1443 festigte sich seine Position wieder und er war ein hoch angesehenes Mitglied des Freisinger Domkapitels. Bei der Bestimmung eines Nachfolgers für den verstorbenen Johannes III. Grünwalder im Januar 1453 verzichtete man auf eine Wahl und machte den Kandidaten Johann Tulbeck gleichsam durch Eingebung des Heiligen Geistes zum Bischof. Dieses, in Freising nur einmal praktizierte Verfahren entsprach dem Lateran-Konzil von 1215: Der Name des Kandidaten wird in der Versammlung genannt und alle Wahlberechtigten geben ihm offen und spontan ihre Zustimmung. Am 9. März 1453 erteilte Papst Nikolaus V. seine Zustimmung.

## Johann als Bischof von Freising
Die Hauptaufgabe Johanns war es, die zerrütteten Finanzen des Hochstifts zu konsolidieren, was ihm auch gelang. Durch seine sparsame Haushaltsführung konnte er die unter Johannes III. Grünwalder veräußerte Herrschaft Ulmerfeld (heute Niederösterreich) zurückkaufen und einige kleinere Gebiete neu erwerben. Probleme bereiteten auch zahlreich Räuberbanden, die in Bayern und Österreich ihr Unwesen trieben. Johann gelang es, den Räuberhauptmann Miltzl mit seinen zwanzig Mann zu fassen und er überantwortete sie Herzog Siegmund von Bayern, der sie hinrichten ließ. In Österreich war er nicht erfolgreich; eine Raubrittergruppe, „die Brüder“ genannt, eroberte die freisingische Festung Hollenburg und beherrschte die Gegend. Erst die Bürger von Krems und Stein an der Donau eroberten den Ort zurück und übergaben ihn Kaiser Friedrich III., so dass das Gebiet für Freising verloren war.
Die von Bischof Johannes III. angestoßenen Klosterreformen führte er mit seinen Visitationen 1460 und 1463 weiter. Dank seiner guten Beziehungen zu Friedrich III. wurde er 1463 zum kaiserlicher Richter ernannt und führte im Auftrag Friedrichs mehrere Prozesse durch. In seine Amtszeit fiel auch das Aufblühen des Wallfahrtswesen, so nach St. Eberhard in Tüntenhausen, St. Wolfgang bei Dorfen, St. Quirinus in Tegernsee, St. Korbinian und St. Sigismund im Freisinger Dom, St. Kastulus in Moosburg, St. Alban bei Hörgertshausen und zum Kloster Neustift. Auch die Marienwallfahrt als typisches Phänomen das Spätmittelalters hatte großen Zulauf, wie zum Freisinger Dom, nach Maria Thalheim und Tuntenhausen. So zogen im Pestjahr 1463 5.000 Münchner auf Wallfahrt nach Andechs, obwohl die Stadt nur etwa 13.000 Einwohner hatte.
Am 25. Mai 1466 weihte er Bischof Heinrich IV. von Absberg zum Regensburger Bischof.
Am 9. Februar 1468 legte Johann zusammen mit Herzog Siegmund von Bayern den Grundstein zur neuen Marienkirche in München.
1473 fielen die Türken in die Windische Mark ein, eroberten die freisingische Stadt Gutenwert und zerstörten sie vollständig. Auch die anderen Besitzungen in der Krain wurden von den Türken heimgesucht und schwer geschädigt. Deshalb beschloss Johann mit dem Einverständnis des Domkapitels auf Grund seines hohen Alters und seiner Krankheit Ende 1473 zu resignieren, um das Hochstift einem jüngeren Regenten zu überlassen. Er zog sich nach München zurück, wo er am 20. Mai 1476 verstarb. Die neue Münchner Frauenkirche war schon soweit fertig, dass er dort beigesetzt werden konnte. Sein Grabmal aus der Schule von Erasmus Grasser ließ er noch zu Lebzeiten anfertigen.